# Maccabi Játékok

A Maccabiah szimbóluma

A Maccabi Világjátékok, a Maccabiah vagy más néven „Zsidó Olimpia”, a zsidó sportolók világversenye, melyet 4 évente rendeznek meg Izraelben, az olimpiát követő évben. A Maccabi Európa Játékokat ugyancsak négyéves ritmusban, két év eltolással rendezik meg a Maccabi Világjátékoktól.

## Története
Első alkalommal a nagy gazdasági világválság idején került megrendezésre. Tizennégy ország 390 sportolója versengett. Ugyanennyien vettek részt az első olimpiai játékokon, harminchat évvel korábban.
1929-ben Ostravában, a Maccabi Világszövetség Kongresszusán Josef Jekutiel, a Maccabi Erec Izrael képviselője javasolta, hogy rendezzenek rendszeres sportversenyt a zsidó sportolóknak az akkor brit uralom alatt lévő Palesztinában, a mai Izrael területén. Az ötlet sikert aratott és 1932-ben az akkor ötvenezer lakosú Tel-Avivban sor került az első Maccabiah-ra. 390 sportoló 14 országból vett részt az eseményen, 69-en muzulmán országokból érkeztek. 3 évvel később, 1935-ben a második játékokon már 1700 volt a résztvevők száma. A részt vevő sportolók jelentős része kihasználta a lehetőséget, hogy ne térjen vissza országába, ezzel megszegve az akkori szigorú immigrációs törvényeket. Az incidens megismétlődésétől tartva az 1938-as játékokat törölték.
A rendezvény dinamikusan fejlődött, 1997-ben 53 ország 5500 sportolója versengett 43 versenyszámban.
Magyarországról (a második világháború után) először 1989-ben, a 13. Maccabi Játékokon vettek részt sportolók. Azóta a Maccabi VAC, Magyarország egyetlen zsidó sportegyesületének képviseletében számos sportoló és sportvezető utazik Izraelbe a világversenyre, hogy találkozzon a több mint 9000 zsidó sportolóval, akik 70 különböző országból érkeznek.

## 18. Maccabi Világjátékok
A 2009. július 12-23. között, 54 ország 7000 zsidó sportolója mérte össze tudását 28 sportágban. A megnyitót a Ramat Gan-i stadionban, 25 ezer néző előtt tartották. Megjelent Izrael államfője és miniszterelnöke is.
A játékokon 33 fős magyar csapat (13 nő és 20 férfi) vett részt. A csapat tagja volt Polgár Judit sakkozó is.
Magyar eredmények:
- 1 aranyérem
- 1 ezüstérem
- 1 bronzérem

## 19. Maccabi Világjátékok
A 2013-as magyar delegáció az eddig elért eredmények révén a legsikeresebb és a legnépesebb delegáció volt a Maccabiah magyar részvételének történetében. A Maccabi VAC egyesület 74 sportolója vett részt az izraeli sportversenyen, melyen összesen 4 arany-, 5 ezüst- és 11 bronzérmet nyertek. A magyar sportolók a megszerzett 20 éremmel bekerültek a legjobb 13 közé az országok közötti versenyben.
Versenyszámok, melyben a csapatok érmet szereztek:
- Karate: Egyéni: 2 arany
- Birkózás: 1 arany
- Torna: Egyéni: 1 arany, 1 ezüst, 1 bronz
- Vívás: 1 ezüst, 1 bronz
- Paraúszás: 1 ezüst 1 bronz
- Atlétika: 1 ezüst
- Triatlon: 1 ezüst
- Takevando: 3 bronz
- Vízilaba férfi: 1 bronz
- Vízilabda női: 1 bronz
- Úszás: 1 bronz
- Lovaglás: 2 bronz

## További rendezvények
- 2017 nyarán a Maccabi VAC csapata ismét részt vett a Maccabi Világjátékokon Izraelben.[4]
- 2019-ben Magyarországon rendezték meg a Maccabi Európa Játékokat.